# Liste der Baudenkmale in Lietzow
In der Liste der Baudenkmale in Lietzow sind alle Baudenkmale der Gemeinde Lietzow (Landkreis Vorpommern-Rügen) und ihrer Ortsteile aufgelistet. Grundlage ist die Veröffentlichung der Denkmalliste des Landkreises Vorpommern-Rügen, Auszug aus der Kreisdenkmalliste vom August 2015.

## Lietzow
| ID  | Lage                  | Bezeichnung | Beschreibung | Bild                                                     |
| --- | --------------------- | --- | ------------ | -------------------------------------------------------- |
| 734 |                       | Eiskellerruine (Gutsanlage Semper) |              |                                                          |
| 734 |                       | Park (Gutsanlage Semper) mit Eiskellerruine, Feuersteinpavillon, Kaskadentreppe, Mauern, Tennisplatz, Badehaus, Teichanlagen, Wegen, Rhododenronallee und Süntelbuchen |              |                                                          |
| 734 |                       | Kaskadentreppe (Gutsanlage Semper) |              |                                                          |
| 734 | (Karte)               | Teichanlagen (Gutsanlage Semper) |              | Teichanlagen (Gutsanlage Semper)                         |
| 734 | (Karte)               | Süntelbuchen (Gutsanlage Semper) |              | Süntelbuchen (Gutsanlage Semper)                         |
| 734 |                       | Badehaus (Gutsanlage Semper) |              |                                                          |
| 734 |                       | Gutsanlage Semper mit Landhaus, Parkanlage, Wasserturm, Wohnhaus I, II und Orangerie                                                                                   |              |                                                          |
| 734 | (Karte)               | Wasserturm (-ruine) |              | Wasserturm (-ruine)                                      |
| 734 |                       | Feuersteinpavillon (Gutsanlage Semper) |              |                                                          |
| 734 |                       | Tennisplatz (Gutsanlage Semper) |              |                                                          |
| 871 |                       | Borchtitz ehemaliges Kinderferienlager mit Speisesaal (Hyparschale) und Zeltdachhäuser 1, 2, 3                                                                         |              |                                                          |
| 871 |                       | Speisesaal (Hyperschale) |              |                                                          |
| 871 |                       | Zeltdachhäuser 1, 2, 3 |              |                                                          |
| 734 | Semper 1              | Wohnhaus II (Gutsanlage Semper) Osten |              |                                                          |
| 734 | Semper 4              | Landhaus Schloss Semper |              |                                                          |
| 734 | Semper 5              | Wohnhaus I (Gutsanlage Semper) West |              |                                                          |
| 734 | Semper 6              | Orangerie (Gutsanlage Semper, ehem. Gärtnerei, Marstall) |              | Orangerie (Gutsanlage Semper, ehem. Gärtnerei, Marstall) |
| 415 | Dorfstraße 37 (Karte) | Katen |              | Katen                                                    |
| 414 | Waldstraße 52         | Villa „Schloss Lichtenstein“ |              | Weitere Bilder                                           |

## Quelle
- Denkmalliste des Landkreises Vorpommern-Rügen